# 香港行政局非官守議員列表
行政局為英屬香港的最高行政機構，香港總督會委任社會各界人士進入行政局，負責為香港總督提供施政意見。下表為英屬香港於1896年至1997年間，行政局的非官守議員列表。

## 行政局組成架構
| 年份 | 官守議員數目 （總督除外） | 非官守議員數目 |
| ---- | ------------------------- | -------------- |
| 1946 | 6                         | 4              |
| 1947 | 6                         | 6              |
| 1966 | 6                         | 8              |
| 1978 | 6                         | 9              |
| 1983 | 6                         | 11             |
| 1984 | 6                         | 10             |
| 1985 | 6                         | 8              |
| 1986 | 6                         | 10             |
| 1987 | 5                         | 9              |
| 1989 | 5                         | 10             |
| 1991 | 5                         | 9              |
| 1992 | 7                         | 9              |
| 1993 | 4                         | 9              |

## 行政局非官守議員列表

### 1896年至1941年
| 議員                         | 就任日期       | 離任日期       | 背景                            | 備註                                                  |
| 遮打                         | 1896年9月8日   | 1926年5月27日  | 商人                            | 首席非官守議員（1896年－1926年） 任內逝世             |
| James Jardine Bell-Irving    | 1896年9月8日   | 1899年         | 怡和洋行                        |                                                       |
| James Jardine Bell-Irving    | 1901年5月30日  | 1902年         | 怡和洋行                        | 臨時替代葛司会空缺                                    |
| Johnstone Keswick            | 1899年5月18日  | 1901年         | 怡和洋行                        |                                                       |
| Charles Wedderburn Dickson   | 1902年5月28日  | 1906年         | 怡和洋行                        | 接替James Jardine Bell-Irving                         |
| Thomas Henderson Whitehead   | 1902年5月23日  | 1902年6月3日   | 印度新金山中國渣打銀行          | 臨時替代遮打空缺                                      |
| Charles Stewart Sharp        | 1902年6月12日  | 1902年9月4日   | 仁記洋行                        | 臨時替代Thomas Henderson Whitehead空缺                |
| William Jardine Gresson      | 1904年5月12日  | 1905年5月11日  | 怡和洋行                        | 臨時替代Charles Wedderburn Dickson空缺                |
| William Jardine Gresson      | 1908年7月31日  | 1908年         | 怡和洋行                        | 臨時替代Edbert Ansgar Hewett空缺                      |
| Edbert Ansgar Hewett         | 1906年6月1日   | 1915年11月24日 | 鐵行輪船公司                    | 接替Charles Wedderburn Dickson，任內逝世              |
| Henry Keswick                | 1908年3月10日  | 1908年         | 怡和洋行                        | 臨時替代Edbert Ansgar Hewett空缺                      |
| Henry Keswick                | 1910年5月5日   | 1910年         | 怡和洋行                        | 臨時替代                                              |
| 白加利                       | 1908年5月9日   | 1908年         | 大律師                          | 臨時替代Henry Keswick空缺                             |
| 普樂                         | 1911年5月3日   | 1911年         | 大律師                          |                                                       |
| 普樂                         | 1912年5月11日  | 1912年12月19日 | 大律師                          | 臨時替代Edbert Ansgar Hewett空缺                      |
| 普樂                         | 1921年3月9日   | 1941年         | 大律師                          | 首席非官守議員（1926年－1941年）                      |
| Ernest Hamilton Sharp        | 1916年2月1日   | 1922年2月9日   | 大律師                          | 任內逝世                                              |
| 大衛·蘭杜                    | 1916年7月25日  | 1916年         | 怡和洋行 香港上海滙豐銀行       | 臨時替代遮打空缺                                      |
| 大衛·蘭杜                    | 1918年8月2日   | 1918年         | 怡和洋行 香港上海滙豐銀行       | 臨時替代Ernest Hamilton Sharp空缺                     |
| Newton John Stabb            | 1919年4月15日  | 1919年         | 香港上海滙豐銀行                | 臨時替代Ernest Hamilton Sharp空缺                     |
| 何理玉                       | 1920年5月6日   | 1920年         | 香港上海滙豐銀行                | 臨時替代遮打空缺                                      |
| 何理玉                       | 1921年6月29日  | 1921年10月30日 | 香港上海滙豐銀行                | 臨時替代Ernest Hamilton Sharp空缺                     |
| 何理玉                       | 1924年4月2日   | 1924年         | 香港上海滙豐銀行                | 臨時替代遮打空缺                                      |
| 何理玉                       | 1924年8月29日  | 1926年5月25日  | 香港上海滙豐銀行                | 臨時替代史提芬空缺，任內逝世                          |
| Edward Victor David Parr     | 1920年9月17日  | 1920年         | 鐵行輪船公司 香港上海滙豐銀行   | 臨時替代Ernest Hamilton Sharp空缺                     |
| 史提芬                       | 1921年10月31日 | 1924年         | 香港上海滙豐銀行                | 臨時替代Ernest Hamilton Sharp空缺，其逝世後獲正式委任 |
| 義德                         | 1922年5月2日   | 1922年         | 廣州於仁保險公司                | 臨時替代普樂空缺                                      |
| 義德                         | 1924年5月16日  | 1924年         | 廣州於仁保險公司                | 臨時替代史提芬及遮打空缺                              |
| Archibald Orr Lang           | 1922年6月2日   | 1922年         | 仁記洋行 香港上海滙豐銀行       | 臨時替代遮打空缺                                      |
| Archibald Orr Lang           | 1925年3月21日  | 1925年         | 仁記洋行 香港上海滙豐銀行       | 臨時替代普樂空缺                                      |
| Archibald Orr Lang           | 1926年4月7日   | 1927年         | 仁記洋行 香港上海滙豐銀行       | 臨時替代何理玉空缺                                    |
| 周壽臣                       | 1926年7月9日   | 1936年7月8日   | 華人賢達                        | 首位行政局華人代表，接替遮打                          |
| Dallas Gerald Mercer Bernard | 1926年7月10日  | 1926年         | 怡和洋行 香港上海滙豐銀行       | 臨時替代普樂空缺                                      |
| Dallas Gerald Mercer Bernard | 1927年4月7日   | 1927年         | 怡和洋行 香港上海滙豐銀行       | 臨時替代Archibald Orr Lang空缺                        |
| William Shenton              | 1927年6月1日   | 1927年         | 律師                            | 臨時替代普樂空缺                                      |
| William Shenton              | 1928年4月3日   | 1936年4月4日   | 律師                            | 接替Dallas Gerald Mercer Bernard                      |
| Arthur Cecil Hynes           | 1928年5月8日   | 1928年         | 香港上海滙豐銀行                | 臨時替代William Shenton空缺                           |
| John Owen Hughes             | 1928年5月4日   | 1928年         | Harry Wicking & Co.             | 臨時替代普樂空缺                                      |
| John Owen Hughes             | 1928年10月     | 1928年         | Harry Wicking & Co.             | 臨時替代普樂空缺                                      |
| John Owen Hughes             | 1930年4月9日   | 1931年4月29日  | Harry Wicking & Co.             | 臨時替代普樂空缺                                      |
| Benjamin David Fleming Beith | 1929年6月13日  | 1929年         | 怡和洋行                        | 臨時替代普樂空缺                                      |
| 羅旭龢                       | 1929年10月3日  | 1929年         | 華人賢達                        | 臨時替代周壽臣空缺                                    |
| 羅旭龢                       | 1930年9月18日  | 1930年         | 華人賢達                        | 臨時替代周壽臣空缺                                    |
| 羅旭龢                       | 1931年5月27日  | 1931年         | 華人賢達                        | 臨時替代周壽臣空缺                                    |
| 羅旭龢                       | 1932年5月19日  | 1932年8月25日  | 華人賢達                        | 臨時替代周壽臣空缺                                    |
| 羅旭龢                       | 1933年10月14日 | 1933年         | 華人賢達                        | 臨時替代周壽臣空缺                                    |
| 羅旭龢                       | 1934年11月3日  | 1934年         | 華人賢達                        | 臨時替代周壽臣空缺                                    |
| 羅旭龢                       | 1935年6月4日   | 1935年11月8日  | 華人賢達                        | 臨時替代周壽臣空缺                                    |
| 羅旭龢                       | 1936年7月9日   | 1941年12月25日 | 華人賢達                        | 接替周壽臣                                            |
| C·哥頓·麥基                  | 1930年6月4日   | 1930年         | 仁記洋行 香港上海滙豐銀行       | 臨時替代William Shenton空缺                           |
| C·哥頓·麥基                  | 1930年4月30日  | 1931年12月2日  | 仁記洋行 香港上海滙豐銀行       | 臨時替代普樂空缺                                      |
| C·哥頓·麥基                  | 1933年4月8日   | 1933年         | 仁記洋行 香港上海滙豐銀行       | 臨時替代William Shenton空缺                           |
| C·哥頓·麥基                  | 1934年5月4日   | 1934年         | 仁記洋行 香港上海滙豐銀行       | 臨時替代普樂空缺                                      |
| J·J·百德新                   | 1936年4月6日   | 1941年12月25日 | 怡和洋行 香港上海滙豐銀行       | 接替William Shenton                                   |
| William Henry Bell           | 1936年6月8日   | 1936年10月30日 | 亞細亞火油公司 香港上海滙豐銀行 | 臨時替代普樂空缺                                      |
| Stanley Hudson Dodwell       | 1936年10月31日 | 1936年12月4日  | 天祥洋行 香港上海滙豐銀行       | 臨時替代普樂空缺                                      |
| Stanley Hudson Dodwell       | 1938年7月30日  | 1938年10月7日  | 天祥洋行 香港上海滙豐銀行       | 臨時替代普樂空缺                                      |
| Stanley Hudson Dodwell       | 1939年3月11日  | 1939年         | 天祥洋行 香港上海滙豐銀行       | 臨時替代J·J·百德新空缺                                |
| Stanley Hudson Dodwell       | 1940年9月21日  | 1940年         | 天祥洋行 香港上海滙豐銀行       | 臨時替代普樂空缺                                      |
| Stanley Hudson Dodwell       | 1941年3月26日  | 1941年7月7日   | 天祥洋行 香港上海滙豐銀行       | 臨時替代                                              |
| 周埈年                       | 1938年6月29日  | 1938年         | 大律師、華人賢達                | 臨時替代羅旭龢空缺                                    |
| Andrew Lusk Shields          | 1941年7月8日   | 1941年12月25日 | Shewan, Tomes & Co.             | 臨時替代Stanley Hudson Dodwell空缺                    |
| 祁禮賓                       | 1941年7月22日  | 1941年12月25日 | 香港上海滙豐銀行                |                                                       |

### 1946年至1997年
| 議員                            | 就任日期       | 離任日期       | 背景                      | 備註                                                        |
| 摩士                            | 1946年5月28日  | 1953年         | 香港上海滙豐銀行          | 首席非官守議員（1946年－1953年）                            |
| 蘭杜                            | 1946年5月28日  | 1951年         | 怡和洋行                  |                                                             |
| 周埈年                          | 1946年5月28日  | 1959年5月28日  | 大律師                    | 首席非官守議員（1953年－1959年）                            |
| 羅文錦                          | 1946年5月28日  | 1959年3月7日   | 大律師                    | 任內逝世                                                    |
| 史樂詩                          | 1947年         | 1949年         | 香港大學校長              |                                                             |
| 周錫年                          | 1947年         | 1962年5月28日  | 醫生                      | 首席非官守議員（1959年－1962年）                            |
| 廖亞孖打                        | 1949年         | 1959年5月27日  | 大律師                    | 葡籍人士代表                                                |
| 嘉薛地                          | 1951年7月      | 1952年4月30日  | 和記洋行                  |                                                             |
| 約翰·凱瑟克                     | 1952年6月20日  | 1956年         | 怡和洋行                  |                                                             |
| 布力嘉                          | 1954年         | 1955年         | 太平洋行                  |                                                             |
| 端納                            | 1954年5月30日  | 1962年         | 香港上海滙豐銀行          |                                                             |
| Charles Edward Michael Terry    | 1956年         | 1961年5月28日  | 商人                      |                                                             |
| 曉治·巴頓                       | 1957年7月10日  | 1957年9月29日  | 怡和洋行                  | 臨時替代端納空缺                                            |
| 曉治·巴頓                       | 1959年5月20日  | 1959年10月9日  | 怡和洋行                  | 臨時替代端納空缺                                            |
| 曉治·巴頓                       | 1960年1月30日  | 1960年2月16日  | 怡和洋行                  | 臨時替代端納空缺                                            |
| 曉治·巴頓                       | 1960年3月17日  | 1960年5月17日  | 怡和洋行                  | 臨時替代端納空缺                                            |
| 曉治·巴頓                       | 1962年3月14日  | 1963年6月18日  | 怡和洋行                  | 接替端納                                                    |
| 郭贊                            | 1959年5月28日  | 1959年7月24日  | 商人                      | 臨時替代羅文惠空缺                                          |
| 郭贊                            | 1960年2月15日  | 1960年3月7日   | 商人                      | 臨時替代周錫年空缺                                          |
| 郭贊                            | 1960年7月1日   | 1960年9月14日  | 商人                      | 臨時替代周錫年空缺                                          |
| 羅文惠                          | 1959年5月28日  | 1961年5月28日  | 大律師                    | 接替周埈年                                                  |
| 顏成坤                          | 1959年5月28日  | 1961年5月28日  | 商人                      | 接替羅文錦                                                  |
| 羅理基                          | 1959年5月28日  | 1974年4月30日  | 醫生                      | 首席非官守議員（1962年－1974年） 接替廖亞孖打，葡籍人士代表 |
| George Osborne Wauchope Stewart | 1960年11月15日 | 1961年1月21日  | 香港上海滙豐銀行          | 臨時替代端納空缺                                            |
| George Osborne Wauchope Stewart | 1961年3月18日  | 1960年4月14日  | 香港上海滙豐銀行          | 臨時替代端納空缺                                            |
| 利銘澤                          | 1961年5月28日  | 1966年5月28日  | 商人                      | 接替Charles Edward Michael Terry                            |
| 關祖堯                          | 1961年5月28日  | 1971年12月7日  | 律師                      | 接替羅文惠，任內逝世                                        |
| 祈德尊                          | 1961年5月28日  | 1974年4月30日  | 和記洋行                  | 接替顏成坤                                                  |
| 鈕魯詩                          | 1962年6月15日  | 1962年9月15日  | 太古集團                  | 臨時替代曉治·巴頓及祈德尊空缺                               |
| 鈕魯詩                          | 1963年6月18日  | 1965年7月1日   | 太古集團                  | 接替曉治·巴頓                                               |
| 馮秉芬                          | 1962年5月28日  | 1972年6月30日  | 商人                      | 接替周錫年                                                  |
| 簡悅強                          | 1963年7月28日  | 1963年8月28日  | 大律師                    | 臨時替代利銘澤空缺                                          |
| 簡悅強                          | 1963年8月30日  | 1963年9月24日  | 大律師                    | 臨時替代關祖堯空缺                                          |
| 簡悅強                          | 1963年10月10日 | 1963年11月18日 | 大律師                    | 臨時替代馮秉芬空缺                                          |
| 簡悅強                          | 1965年5月13日  | 1965年6月12日  | 大律師                    | 臨時替代利銘澤空缺                                          |
| 簡悅強                          | 1965年7月21日  | 1965年8月15日  | 大律師                    | 臨時替代關祖堯空缺                                          |
| 簡悅強                          | 1966年5月28日  | 1980年3月31日  | 大律師                    | 首席非官守議員（1974年－1980年） 接替利銘澤                 |
| 高登                            | 1963年10月3日  | 1963年12月7日  | 嘉道理父子有限公司        | 臨時替代鈕魯詩空缺                                          |
| 高登                            | 1963年12月9日  | 1964年1月21日  | 嘉道理父子有限公司        | 臨時替代祈德尊空缺                                          |
| 高登                            | 1964年3月2日   | 1964年3月17日  | 嘉道理父子有限公司        | 臨時替代祈德尊空缺                                          |
| 高登                            | 1964年4月10日  | 1964年5月9日   | 嘉道理父子有限公司        | 臨時替代祈德尊空缺                                          |
| 高登                            | 1964年10月6日  | 1964年10月25日 | 嘉道理父子有限公司        | 臨時替代鈕魯詩空缺                                          |
| 高登                            | 1965年7月1日   | 1980年8月      | 嘉道理父子有限公司        | 首席非官守議員（1980年） 接替鈕魯詩                         |
| 鄧律敦治                        | 1965年5月22日  | 1965年8月1日   | 商人                      | 臨時替代羅理基空缺                                          |
| 羅仕                            | 1965年7月10日  | 1965年9月22日  | 的勤有限公司              | 臨時替代祈德尊空缺                                          |
| 羅仕                            | 1966年5月10日  | 1966年8月24日  | 的勤有限公司              | 臨時替代祈德尊空缺                                          |
| 羅仕                            | 1966年9月3日   | 1966年10月9日  | 的勤有限公司              | 臨時替代桑達士空缺                                          |
| 羅仕                            | 1967年5月20日  | 1967年7月13日  | 的勤有限公司              | 臨時替代桑達士空缺                                          |
| 羅仕                            | 1967年7月14日  | 1967年8月5日   | 的勤有限公司              | 臨時替代高登空缺                                            |
| 羅仕                            | 1967年9月19日  | 1967年9月30日  | 的勤有限公司              | 臨時替代桑達士空缺                                          |
| 羅仕                            | 1968年4月27日  | 1968年5月18日  | 的勤有限公司              | 臨時替代祈德尊空缺                                          |
| 羅仕                            | 1968年6月13日  | 1968年10月14日 | 的勤有限公司              | 臨時替代祈德尊空缺                                          |
| 羅仕                            | 1968年10月15日 | 1968年11月19日 | 的勤有限公司              | 臨時替代高登空缺                                            |
| 羅仕                            | 1968年12月2日  | 1968年12月12日 | 的勤有限公司              | 臨時替代桑達士空缺                                          |
| 羅仕                            | 1969年6月23日  | 1969年8月15日  | 的勤有限公司              | 臨時替代高登空缺                                            |
| 羅仕                            | 1969年9月15日  | 1969年9月25日  | 的勤有限公司              | 臨時替代祈德尊空缺                                          |
| 羅仕                            | 1969年11月2日  | 1969年11月13日 | 的勤有限公司              | 臨時替代桑達士空缺                                          |
| 羅仕                            | 1969年11月17日 | 1968年11月27日 | 的勤有限公司              | 臨時替代桑達士空缺                                          |
| 羅仕                            | 1970年8月8日   | 1970年9月25日  | 的勤有限公司              | 臨時替代桑達士空缺                                          |
| 羅仕                            | 1970年10月17日 | 1971年1月22日  | 的勤有限公司              | 臨時替代高登空缺                                            |
| 羅仕                            | 1971年5月10日  | 1971年7月30日  | 的勤有限公司              | 臨時替代桑達士空缺                                          |
| 羅仕                            | 1971年8月1日   | 1971年9月17日  | 的勤有限公司              | 臨時替代祈德尊空缺                                          |
| 羅仕                            | 1971年11月12日 | 1971年11月17日 | 的勤有限公司              | 臨時替代高登空缺                                            |
| 羅仕                            | 1972年7月1日   | 1974年4月30日  | 的勤有限公司              |                                                             |
| 桑達士                          | 1965年7月1日   | 1965年7月30日  | 香港上海滙豐銀行          | 臨時替代高登空缺                                            |
| 桑達士                          | 1966年5月28日  | 1972年6月30日  | 香港上海滙豐銀行          |                                                             |
| 胡百全                          | 1966年5月25日  | 1966年7月19日  | 大律師                    | 臨時替代馮秉芬空缺                                          |
| 胡百全                          | 1967年4月3日   | 1967年4月11日  | 大律師                    | 臨時替代關祖堯空缺                                          |
| 胡百全                          | 1967年7月21日  | 1967年9月26日  | 大律師                    | 臨時替代關祖堯空缺                                          |
| 胡百全                          | 1967年10月31日 | 1968年         | 大律師                    | 臨時替代李福樹空缺                                          |
| 胡百全                          | 1968年4月16日  | 1968年4月26日  | 大律師                    | 臨時替代關祖堯空缺                                          |
| 胡百全                          | 1968年9月13日  | 1968年10月4日  | 大律師                    | 臨時替代唐炳源空缺                                          |
| 胡百全                          | 1968年10月13日 | 1968年11月5日  | 大律師                    | 臨時替代馮秉芬空缺                                          |
| 胡百全                          | 1969年3月5日   | 1969年3月22日  | 大律師                    | 臨時替代關祖堯空缺                                          |
| 胡百全                          | 1969年3月24日  | 1969年4月16日  | 大律師                    | 臨時替代馮秉芬空缺                                          |
| 胡百全                          | 1969年5月17日  | 1969年6月12日  | 大律師                    | 臨時替代簡悅強空缺                                          |
| 胡百全                          | 1969年7月17日  | 1969年8月28日  | 大律師                    | 臨時替代關祖堯空缺                                          |
| 胡百全                          | 1969年9月8日   | 1969年10月15日 | 大律師                    | 臨時替代馮秉芬空缺                                          |
| 胡百全                          | 1970年4月30日  | 1970年6月27日  | 大律師                    | 臨時替代簡悅強空缺                                          |
| 胡百全                          | 1970年7月12日  | 1970年8月18日  | 大律師                    | 臨時替代馮秉芬空缺                                          |
| 胡百全                          | 1970年10月10日 | 1970年10月24日 | 大律師                    | 臨時替代簡悅強空缺                                          |
| 胡百全                          | 1971年3月13日  | 1971年3月30日  | 大律師                    | 臨時替代簡悅強空缺                                          |
| 胡百全                          | 1971年6月4日   | 1971年7月24日  | 大律師                    | 臨時替代馮秉芬空缺                                          |
| 胡百全                          | 1971年8月2日   | 1971年9月16日  | 大律師                    | 臨時替代簡悅強空缺                                          |
| 胡百全                          | 1971年11月13日 | 1971年11月17日 | 大律師                    | 臨時替代簡悅強空缺                                          |
| 胡百全                          | 1971年12月13日 | 1972年6月30日  | 大律師                    | 臨時替代                                                    |
| 胡百全                          | 1972年7月1日   | 1976年6月30日  | 大律師                    |                                                             |
| 李福樹                          | 1966年5月28日  | 1968年6月      | 商人                      |                                                             |
| 屈臣                            | 1967年4月11日  | 1967年5月3日   | 香港上海滙豐銀行          | 臨時替代祈德尊空缺                                          |
| 屈臣                            | 1967年6月30日  | 1968年8月10日  | 香港上海滙豐銀行          | 臨時替代羅理基空缺                                          |
| 屈臣                            | 1968年7月25日  | 1968年9月20日  | 香港上海滙豐銀行          | 臨時替代桑達士空缺                                          |
| 司徒惠                          | 1967年9月17日  | 1967年10月24日 | 工程師                    | 臨時替代馮秉芬空缺                                          |
| 司徒惠                          | 1968年3月21日  | 1968年6月26日  | 工程師                    | 臨時替代簡悅強空缺                                          |
| 司徒惠                          | 1969年8月23日  | 1969年10月7日  | 工程師                    | 臨時替代唐炳源空缺                                          |
| 司徒惠                          | 1970年5月6日   | 1970年6月16日  | 工程師                    | 臨時替代馮秉芬空缺                                          |
| 司徒惠                          | 1971年12月13日 | 1972年6月30日  | 工程師                    | 臨時替代                                                    |
| 司徒惠                          | 1972年7月1日   | 1976年6月30日  | 工程師                    |                                                             |
| 唐炳源                          | 1967年4月12日  | 1967年5月13日  | 商人                      | 臨時替代李福樹空缺                                          |
| 唐炳源                          | 1968年3月18日  | 1968年4月11日  | 商人                      | 臨時替代馮秉芬空缺                                          |
| 唐炳源                          | 1968年6月      | 1971年6月17日  | 商人                      | 接替李福樹，任內逝世                                        |
| 包朗                            | 1968年8月17日  | 1968年9月8日   | 太古集團                  | 臨時替代羅理基空缺                                          |
| 包朗                            | 1969年6月20日  | 1969年9月12日  | 太古集團                  | 臨時替代祈德尊空缺                                          |
| 包朗                            | 1970年5月30日  | 1970年9月27日  | 太古集團                  | 臨時替代祈德尊空缺                                          |
| 包朗                            | 1971年6月7日   | 1971年7月23日  | 太古集團                  | 臨時替代羅理基空缺                                          |
| 包朗                            | 1971年9月1日   | 1971年10月3日  | 太古集團                  | 臨時替代高登空缺                                            |
| 郝禮士                          | 1968年9月30日  | 1968年10月10日 | 怡和洋行                  | 臨時替代桑達士空缺                                          |
| 郝禮士                          | 1969年6月23日  | 1969年8月5日   | 怡和洋行                  | 臨時替代桑達士空缺                                          |
| 鍾士元                          | 1970年5月22日  | 1970年6月30日  | 政治人物                  | 臨時替代唐炳源空缺                                          |
| 鍾士元                          | 1972年7月1日   | 1988年8月31日  | 政治人物                  | 首席非官守議員（1980年－1988年）                            |
| 沙魯民                          | 1971年5月31日  | 1971年7月25日  | Mackinnon, Mackenzie & Co | 臨時替代祈德尊空缺                                          |
| 安子介                          | 1974年7月1日   | 1978年8月31日  | 南聯實業                  |                                                             |
| 沙雅                            | 1974年7月1日   | 1977年8月31日  | 香港上海滙豐銀行          |                                                             |
| 張奧偉                          | 1974年7月1日   | 1986年8月31日  | 大律師                    |                                                             |
| 利國偉                          | 1976年9月1日   | 1978年8月31日  | 恆生銀行                  |                                                             |
| 利國偉                          | 1983年9月1日   | 1988年12月31日 | 恆生銀行                  |                                                             |
| 西門士夫人                      | 1976年9月1日   | 1978年8月31日  | 教育家                    |                                                             |
| 彭勵治                          | 1977年9月1日   | 1980年12月1日  | 太古集團                  |                                                             |
| 羅保                            | 1978年9月1日   | 1985年8月31日  | 商人、市政局議員          |                                                             |
| 李福和                          | 1978年9月1日   | 1985年8月31日  | 東亞銀行                  |                                                             |
| 方心讓                          | 1978年9月1日   | 1983年8月31日  | 醫生                      |                                                             |
| 沈弼                            | 1978年9月1日   | 1986年8月31日  | 香港上海滙豐銀行          |                                                             |
| 羅德丞                          | 1980年4月1日   | 1985年2月12日  | 律師                      |                                                             |
| 孟家華                          | 1980年9月1日   | 1982年8月31日  | 神父                      |                                                             |
| 紐璧堅                          | 1980年12月2日  | 1984年1月6日   | 怡和洋行                  |                                                             |
| 鄧蓮如                          | 1982年9月1日   | 1995年7月26日  | 太古集團                  | 首席議員（1988年－1995年）                                  |
| 陳壽霖                          | 1983年9月1日   | 1987年8月31日  | 工程師                    |                                                             |
| 譚惠珠                          | 1983年9月1日   | 1991年10月31日 | 大律師、市政局議員        |                                                             |
| 李鵬飛                          | 1985年6月21日  | 1992年10月7日  | 工業界商人                | 接替李福和                                                  |
| 王澤長                          | 1986年9月1日   | 1988年8月31日  | 律師                      |                                                             |
| 招顯洸                          | 1986年9月1日   | 1988年10月31日 | 醫生                      |                                                             |
| 謝志偉                          | 1986年9月1日   | 1991年10月31日 | 香港浸會學院校長          |                                                             |
| 浦偉士                          | 1986年9月1日   | 1993年9月17日  | 香港上海滙豐銀行          |                                                             |
| 施偉賢                          | 1988年9月1日   | 1991年10月31日 | 大律師                    |                                                             |
| 王䓪鳴                          | 1988年9月1日   | 1991年10月31日 | 社會工作者                |                                                             |
| 王䓪鳴                          | 1992年10月7日  | 1997年6月30日  | 社會工作者                | 首席議員（1995年－1997年）                                  |
| 鄭漢鈞                          | 1988年10月1日  | 1991年10月31日 | 工程師                    |                                                             |
| 范徐麗泰                        | 1989年1月1日   | 1992年10月7日  | 政治人物                  |                                                             |
| 王賡武                          | 1990年1月1日   | 1992年10月7日  | 香港大學校長              |                                                             |
| 周梁淑怡                        | 1991年11月1日  | 1992年10月7日  | 政治人物                  |                                                             |
| 何承天                          | 1991年11月1日  | 1992年10月7日  | 建築師                    |                                                             |
| 許賢發                          | 1991年11月1日  | 1992年10月7日  | 社會工作者                |                                                             |
| 黃宏發                          | 1991年11月1日  | 1992年10月7日  | 政治人物                  |                                                             |
| 張健利                          | 1992年10月7日  | 1997年6月30日  | 大律師                    |                                                             |
| 陳坤耀                          | 1992年10月7日  | 1997年6月30日  | 大學教授                  |                                                             |
| 錢果豐                          | 1992年10月7日  | 1997年6月30日  | 公營機構行政人員          |                                                             |
| 李國能                          | 1992年10月7日  | 1997年6月30日  | 法官                      |                                                             |
| 麥列菲菲                        | 1992年10月7日  | 1997年6月30日  | 醫生                      |                                                             |
| 董建華                          | 1992年10月7日  | 1996年6月3日   | 商人                      | 因參選行政長官辭職                                          |
| 葛賚                            | 1993年9月17日  | 1995年10月18日 | 香港上海滙豐銀行          |                                                             |
| 鄭海泉                          | 1995年10月17日 | 1997年6月30日  | 香港上海滙豐銀行          |                                                             |
| 麥理覺                          | 1995年10月17日 | 1997年6月30日  | 政治人物                  |                                                             |